# Magnolia guatapensis
Magnolia guatapensis es una magnolia endémica de Colombia. Los nombres comunes incluidos son almanegra, almanegra de Guatapé.

## Descripción
Es un árbol que alcanza hasta 34 m de altura y 37 cm de diámetro. La madera es de textura fina, de color verde amarillenta, tiene vetas entre negras y verde oliva. Hojas simples alternas, espiraladas, obovadas y de textura papirácea a cartácea, con el ápice levemente emarginado, presentan cicatrices lineares dejadas por la prefoliación, haz brillante y envés cubierto por un indumento color crema muy corto el cual también está presente en los entrenudos de las ramillas.
Las flores son terminales, hermafroditas; botón floral incluido dentro de un involucro de brácteas espatáceas, tienen 3 sépalos, uno totalmente externo, el siguiente interno-externo y el tercero totalmente interno. Posee 10 pétalos obovados de color verde amarillento, carnosos.
El fruto es leñoso, elíptico, de color verde, mide entre 3 y 4 cm de largo y de 2,4 a 2,8 cm de ancho; se abre de forma irregular por el desprendimiento de sus carpelos. Cada fruto contiene entre 13 y 20 semillas, algunas de las cuales no se forman completamente.

## Hábitat y distribución local
Esta especie es endémica del departamento de Antioquia, donde se encuentra en dos localidades de la Cordillera Central, en el altiplano del oriente y en el altiplano norte. Se distribuye desde 1.800 hasta 2.300 m s. n. m. en las zonas de vida bosque húmedo montano y bosque húmedo premontano. Se le encuentra generalmente dispersa en pequeños remanentes de bosque o como árbol solitario en potreros. En la jurisdicción de CORANTIOQUIA se ha reportado en los municipios de Angostura, Valdivia, Yarumal, Guatapé.

## Usos
Ha sido ampliamente utilizada en carpintería y ebanistería, para construcción de muebles,
pisos, vigas. Tiene un alto potencial como ornamental.

## Situación actual
El almanegra está reportado en la categoría “En Peligro” (EN) en el Libro Rojo de Plantas de Colombia. y también como "Critically Endangered" (CR) por la lista roja de especies amenazadas de IUCN. Esto se debe a que se presenta en una extensión menor de 5.000 km² y sus hábitats han sido perturbados por la apertura de tierras para agricultura y ganadería.

## Fenologia reprodutiva
La producción de botones florales en esta especie se presenta durante casi todo el año, mostrando mayor actividad con el inicio de las lluvias durante los meses de abril y mayo. De acuerdo con las observaciones efectuadas, un alto porcentaje de botones son abortados antes de convertirse en flor. 
El desarrollo de los pocos frutos que alcanzan a formarse tarda entre 4 y 5 meses. No obstante que durante todo el año se registra la presencia de flores y frutos en diferente estado de formación, la recolección se concentra durante dos meses de alta precipitación como son agosto y septiembre.

## Manejo de las semillas, propagación sexual y producción en vivero

### Descripción del fruto y semilla
El fruto es leñoso, elíptico, de color verde, mide entre 3 y 4 cm de largo y de 2,4 a 2,8 cm de ancho; se abre de forma irregular por el desprendimiento de sus carpelos. Cada fruto contiene entre 13 y 20 semillas, algunas de las cuales no se forman completamente. 
Las semillas son lisas de color café oscuro, miden de 13 a 20 mm de ancho, de 6,2 a 10,8 mm de alto y de 3,1 a 4,2 mm de grosor. Están cubiertas por una sarcotesta carnosa de color rojo muy aromática. El contenido de humedad de las semillas frescas esta alrededor de 35,3%. El peso de 1.000 semillas varía entre 108 y 125 gramos y un kilogramo puede contener entre 8.000 y 9.260 semillas.

### Sistema de recolección y procesamiento de frutos
La recolección de los frutos se puede hacer principalmente durante los meses de agosto y septiembre, que es una época de alta precipitación. Dado que los frutos al madurar hacen dehiscencia y liberan las semillas, se recomienda recolectarlos cuando aún están verdes pero se han hecho notorias las líneas de abertura. Cuando el árbol no es muy grande se puede realizar la cosecha desde el suelo utilizando una podadora de extensión, pero cuando no es fácil acceder a la copa desde el piso los frutos se pueden colectar directamente del suelo teniendo cuidado de eliminar los frutos y semillas que presenten perforaciones por insectos o presencia de hongos.
El ascenso a los árboles es otra forma segura de cosechar los frutos, ya que se colectan cerrados y se pueden poner a post-madurar hasta que hagan dehiscencia. En algunos casos se logran rescatar semillas que aún penden de frutos abiertos en el árbol. Para el transporte de las semillas o cuando se requiera conservarlas por algunos días, se recomienda empacarlas en bolsas selladas con aserrín húmedo y mantenerlas en un lugar fresco. 
Una vez los frutos han hecho dehiscencia se extraen las semillas maduras y se seleccionan las que tengan buena condición fitosanitaria. Para retirar la sarcotesta roja que las cubre se sumergen en agua fría durante 24 horas, posteriormente se maceran y se enjuagan nuevamente.

### Almacenamiento de semillas
De acuerdo con estudios preliminares se ha podido establecer que las semillas son muy sensibles a la desecación y por ello se recomienda no almacenarlas; se deben sembrar inmediatamente después de colectadas.

### Siembra y germinación
La potencia germinativa de semillas frescas es muy variable, en diferentes pruebas donde se ha utilizado el mismo sustrato (mezcla de tierra y arena en proporción 2:1) se han alcanzado valores de germinación topes que fluctúan entre 25 y 73%. 
De otro lado, pruebas comparativas entre semillas sin hidratar y semillas hidratadas durante 17 horas previas a la siembra, muestran un efecto desfavorable de la hidratación en la velocidad de germinación, esta se retrasó en más de un mes. La potencia germinativa no mostró diferencias significativas. Antes de la siembra es importante removerles la sarcotesta a las semillas, lavarlas muy bien con agua corriente y sumergirlas en una solución de hipoclorito de sodio al 1% durante 15 minutos para evitar la infestación por hongos. La germinación es epigea, inicia de 56 a 64 días después de la siembra y se completa aproximadamente 20 días más tarde.

### Manejo de plántulas en vivero
Se recomienda hacer la propagación utilizando una mezcla de tierra con arena en proporción 2:1. El traslado a bolsa debe hacerse cuando las plántulas alcancen los 4 cm de altura. Después del trasplante es necesario dejar las plantas en la sombra y reducirla gradualmente. El material estará listo para llevar a campo cuando superen los 25 cm de altura y se hayan rusticado o endurecido un poco.